# ایسوسه
ایسوسه (فنلاندی: IsoCee) یک بازار بزرگ و مرکز تفریحی در نزدیکی میدان بازار کوئوپیو در مرکز شهر کوئوپیو، فنلاند است. نشانی مرکز خرید ساخته شده توسط گروه کارلسون، آیورینکاتو ۱۶ (Ajurinkatu 16) است و فاصله ایسوسه تا میدان بازار حدود ۱۵۰ متر (۴۹۰ فوت) است. این مرکز شامل سالن سینما اسکالا فینکینو، باشگاه ورزشی داخلی، رستوران تایکوری و سالن بولینگ کیلاکوکو است. این مرکز مساحتی حدود ۹٬۰۰۰ متر مربع (۹۷٬۰۰۰ فوت مربع) را پوشش می‌دهد. ایسوسه در روز جمعه، ۱۷ مه ۲۰۱۳، در کنار مرکز خرید مینا افتتاح شد.
در سال ۲۰۱۴، گروه کارلسون، که مالک مرکز خرید مینا مجاور نیز بود، ایسوسه را به کوا، یک موسسه مالی بازنشستگی بخش دولتی، فروخت. قیمت خرید ۱۸.۸ میلیون یورو گزارش شده است.